# Mezőcsát (stacja kolejowa)
Mezőcsát (węgierski: Mezőcsát vasútállomás) – stacja kolejowa w Mezőcsát, w komitacie Borsod-Abaúj-Zemplén, na Węgrzech. Znajduje się około 40 km na południe od Miszkolca. Stacja kolejowa znajduje się na Dózsa György út 54.

## Historia
Stacja kolejowa Mezőcsát została zbudowana w 1906 roku na linii Miszkolc – Mezőcsát. Budynek dworca jest oryginalny od czasu powstania. Budynek po wojnie został przebudowany, a ruchu na stacji wzrósł w następstwie pracy składy drewna. Podczas II wojny światowej ze stacji Mezőcsát byli deportowani Żydzi. W 1960 ruch pociągów pasażerskich został zawieszony. 11 listopada 2006 miasto Mezőcsát świętowało uroczystości stulecia dworca kolejowego. Została umieszczona tablica pamiątkowa na ścianie budynku. W pół roku później, Ministerstwo Gospodarki ze względu na niską liczbę pasażerów postanowiło wstrzymać ruch kolejowy. Ostatni pociąg z Mezőcsát wyruszył 2 dniu 3 marca 2007. Od tego czasu stacja obsługuje wyłącznie pociągi towarowe.